# Patrick Hamill

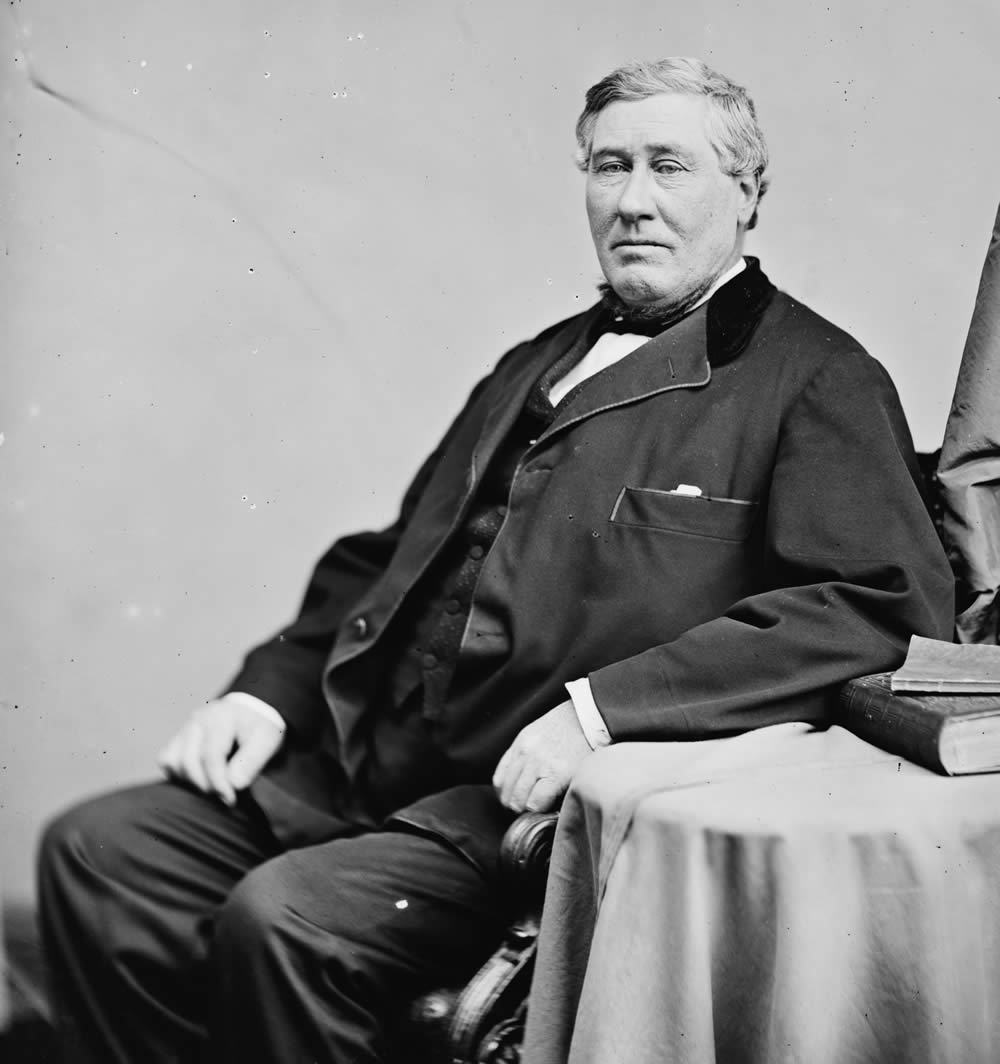
Patrick Hamill

Patrick Hamill (* 28. April 1817 bei Altamont, Allegany County, Maryland; † 15. Januar 1895 in Oakland, Maryland) war ein US-amerikanischer Politiker. Zwischen 1869 und 1871 vertrat er den Bundesstaat Maryland im US-Repräsentantenhaus.

## Werdegang
Patrick Hamill besuchte die öffentlichen Schulen seiner Heimat und arbeitete danach im Handel sowie in der Immobilienbranche. In den Jahren 1841 und 1842 war er auch Steuereinnehmer. Gleichzeitig schlug er als Mitglied der Demokratischen Partei eine politische Laufbahn ein. Von 1843 bis 1844 saß er im Abgeordnetenhaus von Maryland. Zwischen 1854 und 1869 fungierte er als Richter am Vormundschaftsgericht für Waisenkinder im Allegany County.
Bei den Kongresswahlen des Jahres 1868 wurde Hamill im vierten Wahlbezirk von Maryland in das US-Repräsentantenhaus in Washington, D.C. gewählt, wo er am 4. März 1869 die Nachfolge von Francis Thomas antrat. Da er im Jahr 1870 auf eine weitere Kandidatur verzichtete, konnte er bis zum 3. März 1871 nur eine Legislaturperiode im Kongress absolvieren. In diese Zeit fiel die Ratifizierung des 15. Verfassungszusatzes.
Nach dem Ende seiner Zeit im US-Repräsentantenhaus betätigte sich Patrick Hamill wieder in der Immobilienbranche. Er starb am 15. Januar 1895 in Oakland, wo er auch beigesetzt wurde.